# 欧根·马克
欧根·马克（德語：Eugen Mack，1907年9月21日—1978年10月29日），瑞士前男子竞技体操运动员。他曾参加1928年和1936年两届夏季奥运会，共收获两枚金牌、四枚银牌和两枚铜牌。他也获得过多枚世界锦标赛奖牌。